# Santa María de Dulcis
Santa María de Dulcis är en kommun i Spanien.   Den ligger i provinsen Provincia de Huesca och regionen Aragonien, i den nordöstra delen av landet, 400 km nordost om huvudstaden Madrid. Antalet invånare är 226. Arean är 27,0 kvadratkilometer. Santa María de Dulcis gränsar till Adahuesca och Alquézar. 
Terrängen i Santa María de Dulcis är platt västerut, men österut är den kuperad.